# 500-km-Rennen von Pergusa 1977

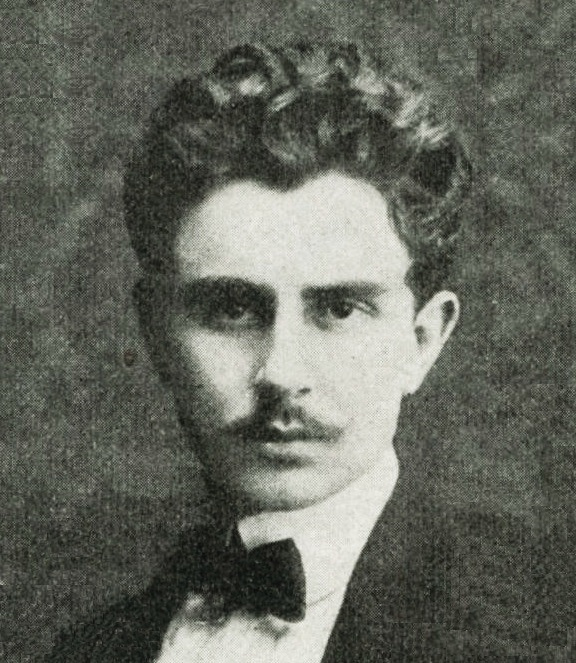
Vincenzo Florio 1905. Seine großzügige Spende begründete im selben Jahr die Coppa Florio

Das 500-km-Rennen von Pergusa 1977, auch Coppa Florio, Pergusa, fand am 19. Juni auf dem Autodromo di Pergusa statt und war der achte Wertungslauf der Sportwagen-Weltmeisterschaft dieses Jahres.

## Das Rennen
Die Coppa Florio war eines der ältesten Straßenrennen der Motorsport-Geschichte. Die Veranstaltung, die 1900 zum ersten Mal stattfand, wurde 1905 nach Vincenzo Florio, dem Gründer der Targa Florio benannt. Florio hatte 50000 Lire und einen Wanderpokal gestiftet, worauf das Rennen seinen Namen erhielt. Die erste Coppa endete mit dem Sieg von Alberto Franchetti in einem Panhard & Levassor 12 HP. Das letzte Rennen vor dem Zweiten Weltkrieg fand 1929 statt und endete mit dem Sieg von Albert Divo auf einem Bugatti T35C. Dann geriet das Rennen in Vergessenheit. 
1973 wurde das Rennen wieder zum Leben erweckt und zählte ab 1975 zur Sportwagen-Weltmeisterschaft. 1975 betrug die Renndistanz 1000 Kilometer (Sieger Arturo Merzario und Jochen Mass im Alfa Romeo T33/TT/12) die 1976 auf 500 Kilometer bzw. 4 Stunden (Sieger Jochen Mass und Rolf Stommelen im Porsche 936) verkürzt wurde. Auch 1977 betrug die Renndistanz 500 Kilometer.
Im Training zeigte sich erneut die technische Überlegenheit der Werks-Alfa Romeo T33/SC/12. Der Abstand der beiden Werkswagen von Arturo Merzario und Giorgio Francia/Spartaco Dini betrug in der Qualifikation auf den drittplatzierten Osella PA5 von Eugenio Renna und Luigi Moreschi mehr als drei Sekunden. Nachdem der Alfa von Francia/Dini wegen eines Regelverstoßes am Start disqualifiziert wurde, fuhr Arturo Merzario ein einsames Rennen zum Sieg. Nach einer Fahrtzeit von knapp drei Stunden hatte er einen Vorsprung von drei Runden auf die beiden Schweizer Eugen Strähl und Peter Bernhard in einem Sauber C5.

## Ergebnisse

### Schlussklassement
| 1               | S 3.0 | 1  | Autodelta SpA        | Arturo Merzario                                  | Alfa Romeo T33/SC/12 | 100 |
| 2               | S 2.0 | 16 | Francy Racing        | Eugen Strähl Peter Bernhard                      | Sauber C5            | 97  |
| 3               | S 1.3 | 41 | Ateneo               | Giampaolo Ceraolo Pasquale Anastasio             | Osella PA5           | 94  |
| 4               | S 1.6 | 31 | Fabio Siliprandi     | Fabio Siliprandi Antonio Castro                  | Chevron B36          | 89  |
| 5               | S 3.0 | 6  | Citta dei Mille      | Mario Casoni Corrado Manfredini                  | Lola T380            | 88  |
| 6               | S 1.6 | 32 | Adelino Zenone       | Adelino Zenone Marco de Bartoli                  | Osella PA4           | 87  |
| 7               | S 1.6 | 33 | Girolama Caci        | Girolama Caci Angelo Siino                       | Chevron B23          | 80  |
| 8               | S 2.0 | 15 | Torino Corse         | Danilo Tesini Ermanno Pettiti                    | Osella PA5           | 77  |
| 9               | S 1.0 | 52 | Catania Corse        | „Jumbo“ Mario La Pera                            | AMS Dallara 1000     | 77  |
| Nicht klassiert |       |    |                      |                                                  |                      |     |
| 10              | S 1.6 | 35 | Rovella              | Mario Rovella Giuseppe Oieni                     | Lola T294            | 69  |
| Disqualifiziert |       |    |                      |                                                  |                      |     |
| 11              | S 3.0 | 2  | Autodelta SpA        | Giorgio Francia Spartaco Dini                    | Alfa Romeo T33/SC/12 | 1   |
| Ausgefallen     |       |    |                      |                                                  |                      |     |
| 12              | S 2.0 | 11 | Ateneo               | Eugenio Renna Luigi Moreschi                     | Osella PA5           | 84  |
| 13              | S 1.6 | 37 | Etna                 | Attaguile Enrico Grimaldi                        | Chevron B23          | 76  |
| 14              | S 2.0 | 24 | Armando Floridia     | Armando Floridia Vito Veninata                   | Chevron B36          | 65  |
| 15              | S 2.0 | 19 | Osella Squadra Corse | Lella Lombardi Giovanni Anzeloni                 | Osella PA5           | 61  |
| 16              | S 2.0 | 21 | Catania Corse        | Pasquale Barberio Giuseppe Virgilio              | Osella PA5           | 44  |
| 17              | S 1.3 | 33 | Nissena              | Umberto Rito Emanuele Gruttadauria               | OSA                  | 42  |
| 18              | S 2.0 | 14 | Jolly Club           | Giorgio Schön Gianfranco Palazzoli               | Osella PA4           | 33  |
| 19              | S 2.0 | 12 | Ateneo               | Raffaele Restivo Alfonso Merendino               | Chevron B36          | 31  |
| 20              | S 2.0 | 26 | Citta dei Mille      | Duilio Ghislotti Romeo Camathias                 | Lola T296            | 18  |
| 21              | S 3.0 | 7  | Bruno Ottomano       | Bruno Ottomano Paolo Gargano                     | Alfa Romeo T33/TT/3  | 1   |
| Nicht gestartet |       |    |                      |                                                  |                      |     |
| 22              | S 3.0 | 4  | Citta dei Mille      | Gabriele Gottifredi Mario Casoni Marco Capoferri | Lola T286            | 1   |
| 23              | S 2.0 | 23 | Jolly Club           | Luigi Colzani Giacinto Caio                      | Chevron B36          | 2   |
| 24              | S 1.6 | 36 | Carmelo Barberi      | Carmelo Barberi Prinzivalli                      | Lola T292            | 3   |
| 25              | S 1.3 | 43 | Saponaro             | Cristiano Del Balzo Saponaro                     | Dallara 1300 cmc     | 4   |
| 26              | S 3.0 | 1T | Autodelta SpA        | Spartaco Dini                                    | Alfa Romeo T33/SC/12 | 5   |

1 nicht gestartet
2 nicht gestartet
3 nicht gestartet
4 nicht gestartet
5 Trainingswagen

### Nur in der Meldeliste
Hier finden sich Teams, Fahrer und Fahrzeuge, die ursprünglich für das Rennen gemeldet waren, aber nicht daran teilnahmen.
| Pos. | Klasse | Nr. | Team               | Fahrer                         | Chassis      |
| ---- | ------ | --- | ------------------ | ------------------------------ | ------------ |
| 27   | S 3.0  | 3   | Jörg Obermoser     | Rolf Stommelen                 | TOJ SC302    |
| 28   | S 3.0  | 5   | Vienna Racing      | Kurt Hild Manrico Zanuso       | TOJ SC301    |
| 29   | S 3.0  | 8   | Lloyd Italia       | Vittorio Mascari               | Osella PA5   |
| 30   | S 3.0  | 9   | Piero Fortuna      | Piero Fortuna                  | Osella PA5   |
| 31   | S 2.0  | 18  | Vesuvio            | Cosimo Turizio Romeo Camathias | Osella PA5   |
| 32   | S 2.0  | 22  | Daniel Brillat     | Daniel Brillat Eric Vuagnat    | Cheetah G601 |
| 33   | S 2.0  | 25  |                    | Fernando Spreafico             | Lola T294    |
| 34   | S 1.6  | 34  | Nord-Ovest         | Salvatore Pellegrino           | Osella PA4   |
| 35   | S 1.3  | 42  | Ateneo             | Luigi Sartorio Rosalis         | Chevron B36  |
| 36   | S 1.3  | 45  | Sant Paul          | Antonio Bono U. Fichera        | Lola T292    |
| 37   | S 1.3  | 46  | Sebastiano Di Nooe | Sebastiano Di Nooe             | Gigi P2      |
| 38   | S 1.3  | 47  |                    |                                | Chevron B23  |
| 39   | S 1.0  | 51  | Lloyd Italia       | Alfredo Trovato Giuseppe Oieni | AMS          |

### Klassensieger
| Klasse | Fahrer            | Fahrer             | Fahrzeug             | Platzierung im Gesamtklassement |
| ------ | ----------------- | ------------------ | -------------------- | ------------------------------- |
| S 3.0  | Arturo Merzario   |                    | Alfa Romeo T33/SC/12 | Gesamtsieg                      |
| S 2.0  | Eugen Strähl      | Peter Bernhard     | Sauber C5            | Rang 2                          |
| S 1.6  | Fabio Siliprandi  | Antonio Castro     | Chevron B36          | Rang 4                          |
| S 1.3  | Giampaolo Ceraolo | Pasquale Anastasio | Osella PA5           | Rang 3                          |
| S 1.0  | „Jumbo“           | Mario La Pera      | AMS Dallara 1000     | Rang 9                          |

### Renndaten
- Gemeldet: 39
- Gestartet: 21
- Gewertet: 9
- Rennklassen: 5
- Zuschauer: unbekannt
- Wetter am Renntag: warm und trocken
- Streckenlänge: 4,950 km
- Fahrzeit des Siegerteams: 2:57:40,200 Stunden
- Gesamtrunden des Siegerteams: 100
- Gesamtdistanz des Siegerteams: 495,000 km
- Siegerschnitt: 167,164 km/h
- Pole Position: Arturo Merzario – Alfa Romeo T33/SC/12 (#1) – 1:35,700 = 186,207 km/h
- Schnellste Rennrunde: Arturo Merzario – Alfa Romeo T33/SC/12 (#1) – 1:39,100 = 179,818 km/h
- Rennserie: 8. Lauf zur Sportwagen-Weltmeisterschaft 1977